# Superior (Wisconsin)
Superior ist eine Hafenstadt (mit dem Status „City“) und Verwaltungssitz des Douglas County im US-amerikanischen Bundesstaat Wisconsin. Im Jahr 2020 hatte Superior 26.751 Einwohner.
Superior ist mit Duluth in Minnesota Bestandteil der bundesstaatenübergreifenden Metropolregion Twin Ports.

## Geografie
Die Stadt liegt im Nordwesten Wisconsins am Südwestufer des Oberen Sees, des größten der fünf Großen Seen Nordamerikas. In Superior münden der Saint Louis River und der Nemadji River in den Oberen See.
Die geografischen Koordinaten von Superior sind 46°43′09″ nördlicher Breite und 92°06′10″ westlicher Länge. Die Stadt erstreckt sich über eine Fläche von 143,6 km², die sich auf 95,7 km² Land- und 47,9 km² Wasserfläche verteilen.
Neben der auf dem gegenüberliegenden Ufer des Saint Louis River in Minnesota gelegenen Stadt Duluth sind Superiors weitere Nachbarorte South Range (17,9 km südöstlich), Superior (Village) (an der südlichen Stadtgrenze), Oliver (13,2 km südwestlich) und Proctor in Minnesota (12,1 km westlich).
Die nächstgelegenen größeren Städte sind Green Bay am Michigansee (509 km südöstlich), Eau Claire (242 km südsüdöstlich), Wisconsins Hauptstadt Madison (523 km in der gleichen Richtung), die Twin Cities in Minnesota (246 km südsüdwestlich) und Thunder Bay in der kanadischen Provinz Ontario (313 km nordöstlich).

## Verkehr und Wirtschaft
In Superior befindet sich einer der größten Häfen im Gebiet der Großen Seen.
Im Stadtgebiet treffen die US-Highways 2 und 53 sowie die Wisconsin State Highways 13 und 35 zusammen.
Im Stadtgebiet von Superior treffen mehrere Eisenbahnlinien der BNSF Railway sowie der zur Canadian National Railway gehörenden Wisconsin Central zusammen.
Der nächste Flughafen ist der Duluth International Airport (18 km nordwestlich).
Die kanadische Ölgesellschaft Cenovus Energy (ehemals Husky Energy) betreibt in Superior eine Erdölraffinerie. Am 26. April 2018 kam es innerhalb der Anlage zu einer Explosion und einem großen Brand. In der Folge wurden 36 Arbeiter verletzt und es entstand ein Sachschaden in Höhe von 550 Millionen US-Dollar. Nach dem Unglück wurde der Betrieb der Anlage für die benötigten Reparaturmaßnahmen pausiert. Nach Angaben des Betreibers soll der Betrieb 2023 wieder aufgenommen werden.

## Bildungseinrichtungen
In Superior befindet sich die Comprehensive University of Wisconsin-Superior des University of Wisconsin System, an der u. a. Arnold Schwarzenegger studierte und als Gouverneur von Kalifornien auch die Ehrendoktorwürde erhielt.

## Bevölkerung
Nach der Volkszählung im Jahr 2020 lebten in Superior 26.751 Menschen in 11.727 Haushalten. Die Bevölkerungsdichte betrug 280 Einwohner pro Quadratkilometer. In den 11.727 Haushalten lebten statistisch je 2,15 Personen.
Ethnisch betrachtet setzte sich die Bevölkerung zusammen aus 91,4 Prozent Weißen, 2,0 Prozent Afroamerikanern, 2,0 Prozent amerikanischen Ureinwohnern, 1,8 Prozent Asiaten sowie 2,8 Prozent aus anderen ethnischen Gruppen; 2,4 Prozent stammten von zwei oder mehr Ethnien ab. Unabhängig von der ethnischen Zugehörigkeit waren 2,1 Prozent der Bevölkerung spanischer oder lateinamerikanischer Abstammung.
20,0 Prozent der Bevölkerung waren unter 18 Jahre alt, 63,8 Prozent waren zwischen 18 und 64 und 16,2 Prozent waren 65 Jahre oder älter. 51,0 Prozent der Bevölkerung war weiblich.

Das mittlere jährliche Einkommen eines Haushalts lag bei 46.957 USD. Das Pro-Kopf-Einkommen betrug 27.745 USD. 14,1 Prozent der Einwohner lebten unterhalb der Armutsgrenze.

## Söhne und Töchter der Stadt
- Irvine Lenroot (1869–1949), Jurist und Politiker
- C. A. Bottolfsen (1891–1964), Politiker
- Lewis Baxter Schwellenbach (1894–1948), Politiker
- Francis Joseph Schenk (1901–1969), Bischof von Duluth
- Marian Nixon (1904–1983), Filmschauspielerin
- Fulton McGrath (1907–1958), Jazzpianist und Komponist
- Tuffy Leemans (1912–1979), American-Football-Spieler
- Bud Grant (1927–2023), American-Football-Spieler und -Trainer
- Oliver E. Williamson (1932–2020), Wirtschaftswissenschaftler
- Raymond Somerville (1937–2023), Curler
- Tim Solin (* 1958), Curler
- Jeffrey N. Williams (* 1958), Astronaut
- Tim Somerville (* 1960), Curler
- Mike Schneeberger (* 1962), Curler